# Maria di Lusignano (contessa di Brienne)
Maria di Lusignano (febbraio-marzo 1215 – 5 luglio 1251) fu contessa consorte di Brienne e di Giaffa ed Ascalona dal 1233 fino al 1250.

## Biografia

### Infanzia
Sia secondo Les familles d'outre-mer, che il Recueil des historiens des croisades. Historiens occidentaux. Tome second, Maria era la figlia primogenita del secondo re di Cipro della dinastia dei Lusignano, Ugo I e di Alice di Champagne, che, ancora secondo il Recueil des historiens des croisades. Historiens occidentaux. Tome second, era la figlia secondogenita della regina di Gerusalemme, Isabella di Gerusalemme e del suo terzo marito, il conte di Champagne, Enrico II, che, secondo la Chronica Albrici Monachi Trium Fontium, Enrico era il figlio maschio primogenito del Conte di Champagne (conte di Troyes e conte di Meaux) e di Brie, Enrico I il Liberale e di Maria di Francia, che, sia secondo il cronista e monaco benedettino inglese, Matteo di Parigi, che secondo la Chronica Albrici Monachi Trium Fontium, Maria era la figlia primogenita di Luigi VII, detto il Giovane, re di Francia, e della duchessa d'Aquitania e Guascogna e contessa di Poitiers, Eleonora d'Aquitania, che, ancora secondo la Chronica Albrici Monachi Trium Fontium, era la figlia primogenita del duca di Aquitania, duca di Guascogna e conte di Poitiers, Guglielmo X il Tolosano e della sua prima moglie, Aénor di Châtellerault († dopo il 1130), figlia del visconte Americo I di Châtellerault e della Maubergeon, che al momento della sua nascita era l'amante di suo nonno Guglielmo IX il Trovatore.
Ugo I di Cipro, come ci conferma la Chroniques d'Amadi et de Strambaldi. T. 1, era figlio del re di Cipro e re di Gerusalemme, Amalrico II di Lusignano, e della sua prima moglie Eschiva di Ibelin., che, secondo Les familles d'outre-mer, era figlia di Baldovino di Ibelin ( †  1187), signore di Ibelin e signore di Ramla, e di Richilde di Bethsan, figlia di Guermond, signore di Bethsan.
Suo padre, Ugo I, sia secondo il Recueil des historiens des croisades. Historiens occidentaux. Tome second, che la Chroniques d'Amadi et de Strambaldi. T. 1, si recò a Tripoli, per partecipare al matrimonio della sua sorellastra, Melisenda con Boemondo IV di Antiochia.
Dopo il matrimonio della sorellastra, a Tripoli in Siria, nel 1218, sempre secondo la Chroniques d'Amadi et de Strambaldi. T. 1, Ugo si ammalò e, non molto tempo dopo morì, lasciando un figlio maschio di nove mesi, Enrico che gli succedette, come Enrico I; ancora secondo la Chroniques d'Amadi et de Strambaldi. T. 1, fu tumulato nella chiesa degli Ospitalieri di San Giovanni di Gerusalemme di Tripoli ed in seguito fu portato nella chiesa degli Ospitalieri di San Giovanni di Gerusalemme di Nicosia.
A Ugo I succedette suo fratello, Enrico, di nove mesi, sotto la reggenza di sua madre, Alice, che secondo Les familles d'outre-mer, per il governo del regno si affidò ai suoi fratellastri, Filippo d'Ibelin e Giovanni di Ibelin, Signore di Beirut e connestabile di Gerusalemme, che furono reggenti per Enrico I, come conferma anche il documento III della Histoire de l'île de Chypre sous le règne des princes de la maison de Lusignan. 3
Maria aveva anche una sorella più giovane, Isabella. 
Secondo il Recueil des historiens des croisades. Historiens occidentaux. Tome second, sua zia, sorella di sua madre, Filippa di Champagne, nel 1215, aveva sposato Erardo di Brienne, nipote di Giovanni (1170 - 1237), re di Gerusalemme (1210-1225) e futuro imperatore di Costantinopoli), che aveva incoraggiato Filippa a reclamare la contea di Champagne, che era stata di suo padre ed ora era finita al cugino Tebaldo IV che, essendo minorenne, era ancora sotto la tutela della madre, Blanca di Navarra, che, ovviamente si oppose alle pretese di Filippa e lo scontro fra le due famiglie crebbe fino a sfociare nella guerra aperta passata alla storia come la Guerra di successione di Champagne, che si concluse con la sconfitta della zia Filippa, che, nel 1222, venne persuasa a lasciar cadere ogni pretesa e a lasciare la regione al cugino, in cambio di una somma di denaro.
Secondo il Recueil des historiens des croisades. Historiens occidentaux. Tome second, prima del 1225, sua madre, Alice, si sposò in seconde nozze, sull'isola di San Tommaso che si trova di fronte a Tripoli, con Boemondo, figlio del Principe d'Antiochia e Conte di Tripoli, Boemondo IV e di Plaisance di Gibelletto (m. 1217).

### Giovinezza
Prima del 21 luglio 1229, Maria era stata promessa in sposa al duca di Bretagna, Pietro "Mauclerc", la cui moglie Alice di Thouars era morta nel 1221; tuttavia, il papa Gregorio IX impedì le nozze tra Pietro (comes Britannie)" e Maria (filiam reginam Cypri) a causa della loro consanguineità di quarto grado, come da documento n° 263 del Cartulaire de l'évêché du Mans : 936-1790.
Sua madre, Alice, nel 1231, lasciata la Terra santa, raggiunse la contea di Champagne e, ritenendo di poter accampare diritti sulla contea di Champagne, con l'appoggio di molti nobili della contea riprese la contestazione contro il cugino, il conte di Champagne, Tebaldo IV. Tebaldo IV, onde evitare di ricominciare una nuova guerra di successione, tra il 1232 ed il 1233, dovette tacitare Alice, pagando una cifra notevole (40.000 libbre), che fu prelevata dalle casse regie, per volere di Bianca di Castiglia e di suo figlio, il re di Francia, Luigi IX il Santo.

### Matrimonio
Nel 1233, come ci informa il Recueil des historiens des croisades. Historiens occidentaux. Tome second, Maria sposò Gualtieri IV, conte di Brienne e di Giaffa; il matrimonio ci viene confermato anche dal Thomas Tusci Gesta Imperatorum et Pontificum (Galteranus comes Iopensis cui rex Cypri filiam suam in uxorem dedit) e dalla Chronica Albrici Monachi Trium Fontium (sororem eiusdem Henrici duxit Galtherus comes Brenensis). Il matrimonio era stato organizzato da suo zio di Gualtieri, Giovanni di Brienne.
Anche dopo che suo zio era stato costretto a lasciare il regno di Gerusalemme a Federico II di Svevia, suo marito Gualteri era rimasto uno dei signori più importanti del regno, ma nella disastrosa battaglia di Harbiyya del 17 ottobre 1244, nella quale aveva condotto l'esercito crociato contro le forze egiziane, era stato catturato e inviato prigioniero al Cairo.

### Ultimi anni e morte
Maria divenne vedova nel 1250 quando Gualtieri venne assassinato al Cairo, mentre giocava a scacchi, come viene narrato nelle Chroniques d'Amadi et de Strambaldi. T. 1.
Il loro figlio maggiore, Giovanni gli succedette come Conte di Brienne. Maria rimase alla corte cipriota e morì il 5 luglio nel 1251 (o 1253).

## Discendenza
Maria e Gualtieri IV di Brienne ebbero tre figli:
- Giovanni, conte di Brienne (c.1235- 17 settembre 1260[28]), che, secondo le Europäische Stammtafeln, volume III, par. 626 (non consultate), sposò Maria d'Enghien e morì senza figli[26];
- Ugo, conte di Brienne e Lecce (c.1240 - 1296), sposò in prime nozze Isabelle de la Roche, erede di Tebe, figlia di Guido I de la Roche[29], e in seconde nozze Elena Comnena Ducena, dalla quale ebbe una figlia, Giovanna di Brienne;
- Amalrico, (morto giovane).

## Ascendenza
|                          |                       |                           | Genitori                 |  |  | Nonni |  |  | Bisnonni              |  |  | Trisnonni            |  |
|                          |                       |                           |                          |  |  |       |  |  | Ugo VIII di Lusignano |  |  | Ugo VII di Lusignano |  |
|                          |                       |                           |                          |  |  |       |  |  | Ugo VIII di Lusignano |  |  | Ugo VII di Lusignano |  |
|                          |                       | Sarracina di Lezay        |                          |  |  |       |  |  | Ugo VIII di Lusignano |  |  |                      |  |
| Amalrico II di Lusignano |                       |                           |                          |  |  |       |  |  | Ugo VIII di Lusignano |  |  |                      |  |
|                          |                       | Bourgogne de Rançon       | Goffredo di Rançon       |  |  |       |  |  |                       |  |  |                      |  |
|                          |                       | Bourgogne de Rançon       | Goffredo di Rançon       |  |  |       |  |  |                       |  |  |                      |  |
|                          |                       | Bourgogne de Rançon       | Falsifie di Moncontour   |  |  |       |  |  |                       |  |  |                      |  |
| Ugo I di Cipro           |                       | Bourgogne de Rançon       |                          |  |  |       |  |  |                       |  |  |                      |  |
|                          |                       | Baldovino di Ibelin       | Barisano di Ibelin       |  |  |       |  |  |                       |  |  |                      |  |
|                          |                       | Baldovino di Ibelin       | Barisano di Ibelin       |  |  |       |  |  |                       |  |  |                      |  |
|                          |                       | Baldovino di Ibelin       | …                        |  |  |       |  |  |                       |  |  |                      |  |
| Eschiva d'Ibelin         |                       | Baldovino di Ibelin       |                          |  |  |       |  |  |                       |  |  |                      |  |
|                          |                       | Richilde de Bethsan       | …                        |  |  |       |  |  |                       |  |  |                      |  |
|                          |                       | Richilde de Bethsan       | …                        |  |  |       |  |  |                       |  |  |                      |  |
|                          |                       | Richilde de Bethsan       | …                        |  |  |       |  |  |                       |  |  |                      |  |
| Maria di Lusignano       |                       | Richilde de Bethsan       |                          |  |  |       |  |  |                       |  |  |                      |  |
|                          | Enrico I di Champagne | Tebaldo II di Champagne   |                          |  |  |       |  |  |                       |  |  |                      |  |
|                          | Enrico I di Champagne | Tebaldo II di Champagne   |                          |  |  |       |  |  |                       |  |  |                      |  |
|                          | Enrico I di Champagne | Matilde di Carinzia       |                          |  |  |       |  |  |                       |  |  |                      |  |
| Enrico II di Champagne   | Enrico I di Champagne |                           |                          |  |  |       |  |  |                       |  |  |                      |  |
|                          |                       | Maria di Francia          | Luigi VII di Francia     |  |  |       |  |  |                       |  |  |                      |  |
|                          |                       | Maria di Francia          | Luigi VII di Francia     |  |  |       |  |  |                       |  |  |                      |  |
|                          |                       | Maria di Francia          | Eleonora d'Aquitania     |  |  |       |  |  |                       |  |  |                      |  |
| Alice di Champagne       |                       | Maria di Francia          |                          |  |  |       |  |  |                       |  |  |                      |  |
|                          |                       | Amalrico I di Gerusalemme | Folco V d'Angiò          |  |  |       |  |  |                       |  |  |                      |  |
|                          |                       | Amalrico I di Gerusalemme | Folco V d'Angiò          |  |  |       |  |  |                       |  |  |                      |  |
|                          |                       | Amalrico I di Gerusalemme | Melisenda di Gerusalemme |  |  |       |  |  |                       |  |  |                      |  |
| Isabella di Gerusalemme  |                       | Amalrico I di Gerusalemme |                          |  |  |       |  |  |                       |  |  |                      |  |
|                          |                       | Maria Comnena             | Giovanni Comneno         |  |  |       |  |  |                       |  |  |                      |  |
|                          |                       | Maria Comnena             | Giovanni Comneno         |  |  |       |  |  |                       |  |  |                      |  |
|                          |                       | Maria Comnena             | Maria Taronitissa        |  |  |       |  |  |                       |  |  |                      |  |
|                          |                       | Maria Comnena             |                          |  |  |       |  |  |                       |  |  |                      |  |

### Fonti primarie
- (LA)  Monumenta Germaniae Historica, Scriptores, tomus XXIII.
- (LA)  Histoire de l'île de Chypre sous le règne des princes de la maison de Lusignan, volume 3.
- (LA)  Monumenta Germaniae Historica, Scriptores, tomus XXII.
- (LA)  Matthæi Parisiensis, monachi Sancti Albani, Chronica majora, vol II.
- (LA)  Cartulaire de l'évêché du Mans : 936-1790.
- (FR)  Recueil des historiens des croisades. Historiens occidentaux. Tome second.
- (IT)  Chroniques d'Amadi et de Strambaldi. T. 1.
- (LA)  Obituaires de la province de Sens. Tome 1,Partie 2.

### Letteratura storiografica
- Charles Petit-Dutaillis, Luigi IX il Santo, cap. XX, vol. V, in Storia del mondo medievale, 1999, pp. 829–864.
- (EN)  The Kingdom of Cyprus and the Crusades, 1191-1374.
- (FR)  Les familles d'outre-mer.
- (FR)  Le livre de la conqueste de la princée de la Morée. Tome I.